# Nghi Vo
Pour les articles homonymes, voir VO.
Œuvres principales
- L'Impératrice du Sel et de la Fortune
- Quand la tigresse descendit de la montagne

Nghi Vo, née le 4 décembre 1981 à Peoria en Illinois, est une autrice américaine de fantasy aujourd'hui installée à Milwaukee, dans le Wisconsin. L'Impératrice du Sel et de la Fortune, le premier volume de sa série Les Archives des Collines-Chantantes, gagne le prix Hugo du meilleur roman court 2021.

## Biographie

### Jeunesse et études
Originaire de l'Illinois, Nghi Vo étudie la science politique et les médias à l'Université de l'Illinois à Urbana-Champaign.

### Carrière
Après avoir travaillé quinze ans en tant que rédactrice à la pige et prête-plume, Nghi Vo écrit son premier roman, La Reine sirène (Siren Queen), en 2017. L'année suivante, alors qu'elle cherche à faire éditer ce dernier, elle répond en parallèle à un appel à romans courts de Tor.com, pour lequel elle soumet L'Impératrice du Sel et de la Fortune. Retenu et publié en 2020, le premier tome de sa série Les Archives des Collines-Chantantes remporte le prix Hugo du meilleur roman court 2021. La Reine sirène, quant à lui, parait en 2022, après avoir été longtemps retravaillé. Il s'agit d'un roman se déroulant dans les années 1930, à Hollywood, et dont le personnage principal, Luli, est inspiré de l'actrice sino-américaine Anna May Wong. 

#### Les Beaux et les Élus
Publié en 2021 par Tor.com, Les Beaux et les Élus est une réécriture fantasy de Gatsby le Magnifique dans laquelle Jordan Baker, désormais viêtnamo-américaine, tient le rôle principal. Bien qu'elle y réfléchisse depuis le lycée, c'est à l'âge de quarante ans seulement que Nghi Vo fait paraître ce roman, profitant de ce que l’œuvre originale de F. Scott Fitzgerald vient tout juste de tomber dans le domaine public. D'après elle, il lui a suffi de trois mois (cinq, en ajoutant le temps de relecture de Gatsby le Magnifique), à raison de mille mots par jour, pour écrire Les Beaux et les Élus.
Les Beaux et les Élus et La Reine sirène se déroulent dans le même univers. Un troisième roman, sur lequel travaille Nghi Vo à la date du 14 juin 2022, devrait également en élargir l'horizon.

## Influences
Parmi les auteurs ou autrices qui l'ont influencée, Nghi Vo cite Aliette de Bodard, Italo Calvino, Angela Carter, KJ Charles, T. Kingfisher, Octavia E. Butler et Neil Gaiman, lesquels ont tous en commun, selon elle, d'« avoir saisi la nature des gens » (« a certain awareness and understanding of how people are ») et de lui rappeler que « nous ne pouvons compter que les unes sur les autres et [que] nous ne pouvons jamais donner que le meilleur de nous-mêmes » (« all we have is each other and all we can ever do is our best »).

## Œuvres

### SérieLes Archives des Collines-Chantantes
1. L'Impératrice du Sel et de la Fortune, L'Atalante, coll. « La Dentelle du cygne », 2023 ((en) The Empress of Salt and Fortune, 2020), trad. Mikael Cabon, 128 p.  (ISBN 979-10-360-0131-4)Prix Hugo du meilleur roman court 2021
2. Quand la tigresse descendit de la montagne, L'Atalante, coll. « La Dentelle du cygne », 2023 ((en) When the Tiger Came Down the Mountain, 2020), trad. Mikael Cabon, 128 p.  (ISBN 979-10-360-0147-5)
3. Entre les méandres, L'Atalante, coll. « La Dentelle du cygne », 2023 ((en) Into the Riverlands, 2022), trad. Mikael Cabon, 128 p.  (ISBN 979-10-360-0156-7)
4. Des mammouths à la porte, L'Atalante, coll. « La Dentelle du cygne », 2024 ((en) Mammoths at the Gates, 2023), trad. Mikael Cabon, 144 p.  (ISBN 979-10-360-0179-6)
5. (en) The Brides of High Hill, 2024

### Romans indépendants
- Les Beaux et les Élus, L'Atalante, coll. « La Dentelle du cygne », 2024 ((en) The Chosen and the Beautiful, 2021), trad. Mikael Cabon, 320 p.  (ISBN 979-10-360-0193-2)
- La Reine sirène, L'Atalante, coll. « La Dentelle du cygne », 2025 ((en) Siren Queen, 2022), trad. Mikael Cabon, 320 p.  (ISBN 979-10-360-0223-6)
- (en) The City in Glass, 2024
- (en) Don’t Sleep With the Dead, 2025